# Gniazdo semantyczne
Gniazdo semantyczne – grupa ulic, których nazwy zostały nadane według określonego klucza, np. nazw drzew: ulice Lipowa, Dębowa, Sosnowa itd.
Gniazda semantyczne w miastach tworzy się w momencie, kiedy budowane jest nowe osiedle lub gdy przy istniejącej wcześniej ulicy powstają nowe i nadaje im się nazwy związane z nią tematycznie.